# Ceanothia ceanothi
Ceanothia ceanothi är en insektsart som först beskrevs av Crawford 1914.  Ceanothia ceanothi ingår i släktet Ceanothia och familjen rundbladloppor. Inga underarter finns listade i Catalogue of Life.